# سويد بن مقرن
سويد بن مقرن سويد بن مقرن بن عائذ بن ميجا بن هجير بن نصر بن أد المزني، أخو النعمان بن مقرن. وكان من رؤساء قبيلة مزينة  قبل الإسلام وبعده. وقد شهد بيعة الرضوان، وقد ذكر ابن سعد أنه شهد أحد.

## إسلامه ومعاركه
قدم أبو عائذ بن مُقَرِّن مع إخوته، ومنهم النعمان بن مقرن المزني، على رأس أربعمائة فارس من مزينة إلى النبي محمد، وذلك في رجب من السنة الخامسة للهجرة، فشهدوا مع رسول الله غزوة الخندق وغزواته كلها بعد إسلامهم.
اتصف سويد بالورع والعفة، وتخلق  بالحكمة والقدرة على اتخاذ القرارات، وظهر هذا في المعاهدة التي عقدها مع ملك جرجان الفارسي، وقد عقدها سويد على مسئوليته، ولكن عمر بن الخطاب أقره عليها. فكان فتح جرجان في أيام أمير المؤمنين عمر بن الخطاب بعد فتح نهاوند لما قتل النعمان بن مقرن ولي خلافته أخوه سويد بن مقرن، فجاء إلى الري وفتحها ثم عسكر إلى قومس وفتحها، ثم فتح جرجان.
ولما ورد البشير بفتح الري وأخماسها كتب عمر إلى نعيم بن مقرن أن يبعث أخاه سويد بن مقرن إلى قومس، فسار إليها سويد فلم يقم له شيء حتى أخذها سلمًا وعسكر بها، وكتب لأهلها كتاب أمان وصلح.
اشترك  في حروب العراق، وكان خالد بن الوليد يعتمد عليه في حروبه، وكان يجعله نائبًا على البلاد التي يتم فتحها مثل الحفير.
وبعث خالد بن الوليد سويد بن مُقَرِّن المزني إلى نستر، فنزل العقر، وهي تسمى عقر سويد إلى اليوم.
وشاهد استشهاد أخيه النعمان بن مقرن المزني، فقد خرجت الأعاجم وقد شدوا أنفسهم بالسلاسل لئلاّ يفروا، وحمل عليهم المسلمون فقاتلوهم، فرمي النعمان بنشابة فقتل (رحمه الله)، فلفه أخوه سويد بن مقرن في ثوبه، وكتم قتله حتى فتح الله عليهم، ثم دفع الراية إلى حذيفة بن اليمان، وقتل الله ذا الحاجب، وافتتحت نهاوند فلم يكن للأعاجم بعد ذلك جماع.

## رواية الحديث
بعض الأحاديث التي رواها سويد بن مقرن عن الرسول:
عن سويد بن مقرن قال: أتيت رسول الله بنبيذ جر فسألته عنه، فنهاني عنه، فأخذت الجرة فكسرتها.
وعن سويد بن مقرن: «من قتل دون مظلمته فهو شهيد».
وعن هلال بن يساف قال: كنا نبيع البر في دار سويد بن مقرن، فخرجت جارية وقالت لرجل منا كلمة، فلطمها، فغضب سويد وقال: لطمت وجهها! لقد رأيتني سابع سبعة من إخواني مع رسول الله ما لنا خادم إلا واحدة، فلطمها أحدنا، فأمرنا رسول الله فأعتقناها.

## وفاة سويد بن مقرن
سكن بالبصرة أولاً ثم سكن الكوفة، وهو يعدُّ من الكوفيين، وقد مات بالكوفة. وذكر العسكري أنه استشهد بالقادسية.